# 天蝎座V913
天蝎座V913，又名CD-2412427，HD 142990、SAO 183982、HR 5942，是天蝎座的一颗恒星，视星等为5.43，位于銀經348.12，銀緯21.2，其B1900.0坐标为赤經15h 52m 34.9s，赤緯-24° 21.2′ 35″。